# 호키정
호키정(일본어: 伯耆町)은 일본 돗토리현 서부에 있는 사이하쿠군의 정이다.

## 인접한 자치체
- 돗토리현 요나고시, 다이센정, 난부정, 히노정, 고후정

## 역사
- 2005년 1월 1일 - 사이하쿠군 기시모토정과 미조쿠치정이 합병해 탄생하였다.

## 교통

### 철도
- 서일본 여객철도 하쿠비선

### 도로
- 요나고 자동차도(일본어판)
- 국도 제181호선
- 국도 제183호선
- 국도 제482호선 (일본)(일본어판)